# Janiralata solasteri
Janiralata solasteri is een pissebed uit de familie Janiridae. De wetenschappelijke naam van de soort is voor het eerst geldig gepubliceerd in 1947 door Hatch.